# Ši Selo
Ši Selo je naseljeno mjesto u sastavu općine Tuzla, Federacija Bosne i Hercegovine, BiH.

## Povijest
Godine 1962. pripojeno je Tuzli (Sl.list NRBIH 47/62).

## Uprava
Ši Selo je mjesna zajednica u općini Tuzli. Spada u urbano područje općine Tuzle. U njemu je 31. prosinca 2006. godine prema statističkim procjenama živjelo 11.792 stanovnika u 3.392 domaćinstva.

## Stanovništvo
| Ši Selo            |       |
| godina popisa      | 1961. |
| Hrvati             | 62    |
| Srbi               | 146   |
| Muslimani          | 419   |
| Jugoslaveni        | 2     |
| Mađari             | 2     |
| Albanci            | 1     |
| ostali i nepoznato | 2     |
| ukupno             | 634   |